# 张学武 (1956年)
张学武（1956年5月—），男，汉族，宁夏石嘴山人，中华人民共和国政治人物，曾任宁夏回族自治区人力资源和社会保障厅党组书记、厅长，宁夏回族自治区政协副主席。